# 富田勝彦
富田 勝彦（とみた かつひこ、1958年- ）は、日本の美術家である。自身の創作の傍ら、芸術のプロデュース、ディレクション活動をし、芸術振興に尽力している。
 

## 人物
海城高等学校卒(1976年)、武蔵野美術大学造形学部芸能デザイン学科卒(1981年)。
アフリカやアジア各地を巡行し、土地の特色、文化、宗教、歴史から、その普遍的真理を探求し、造形作家として創作している。
2004年「艶淨（武蔵野美術大学αMプロジェクト）」の際、キュレイターの児嶋やよいは、『富田が追求してきたのは、作品が置かれる「場」を、観る人が自然の中に身を置いたかのように心地よく感じる空間とすること』『その「場」においては、そこがどの方角に面していて、太陽光がどこから入るか、といった自然条件や立地を考え抜いた上で展示方法を決定している』と解説しており、このような富田の作品を、"環境体験型空間"と名付けている。富田本人もアフリカで北半球・南半球・赤道直下での、影の落ち方の違いを体験したことがきっかけとなり、イスラムや風水などの東洋思想のシスタマティックさに影響を受け、空間や方角・方位を強く意識する作風へと繋がった事を、この展覧会のギャラリートークで話している。
雑誌「芸術倶楽部」のインタビュアーには、『美術を見たことがない人にも分かってもらえる方が良い』『見た人を、一人でも多く気持ちよくさせようという考え方も、ある意味宗教みたいなもの』『普遍的なものの中に、どうしても宗教的なもののニュアンスが入ってきてしまう』『神道とかの勉強をしてみると、根底にはアニミズム・自然崇拝がどうしようもなく存在しており、そういう要素を取り入れることで、多くの人に興味をもってもらえるのでは』と答え、文化に基づく宗教的価値観の中に、人間の普遍的な美意識を見出している。
2013年「江戸琳派の逆襲」の際に、武蔵野美術大学芸術文化学科教授の新見隆は、富田がいっかんして描き続けて来た花について、『彼が愛着するところの、アジアの湿地帯から、匂いでたような、淡やかで、微かにかすかに、典雅に薫る、水に浮かぶ蓮やら春の辛夷であって、それが、富田勝彦が、生命のエロスととらえるものの、創世神話の由緒をこそ、物語っているようだ』と表しており、また、同展覧会にて、とちぎ蔵の街美術館事務局長の村井孝行は、富田が万治元年（1658年）に尾形光琳が誕生した300年後、安政5年（1858年）に鈴木其一が没した100年後に生まれたことに縁を感じ、琳派の伝統の継承者の一人であることを強く意識していることに触れ、『その歩みは日本の光が生み出した琳派の文学性や装飾性を超え出て、より原初的で生命力に満ちた、遥かに強い熱帯の光を志向する。』と寄せ、伝統的で日本的な魅力と共に、訪れた国々から受けた影響を、富田が作品の中に色濃く刻み付けていることを窺い知ることが出来る。

## 主な展覧会

### 個展
- 「光と影」（東京・代々木アート・ギャラリー、1989年）
- 「秋」（東京・ギャラリーなつか、1992年）
- 「宴」（東京・藍画廊、1996年）
- 「節」（東京・木ノ葉画廊、1998年）
- 「聖」（東京・藍画廊）、1998年）
- 「光と影Ⅱ“秋宴”」（東京・代々木アートギャラリー、1999年）
- 「艶」（東京・木ノ葉画廊、2002年）
- 「淨」（東京・藍画廊、2003年）
- 「艶淨（武蔵野美術大学αMプロジェクト）」（東京・ASK?、2004年）
- 「麗」（東京・藍画廊、2006年）
- 「和」（東京・ASK?、2006年）
- 「端」（東京・藍画廊、2010年）
- 「小作品展with亀福」（東京・カフェギャラリー亀福、2010年）
- 「小作品展 vol.1」（東京・カフェダイニング由庵、2011年）
- 「小作品展 vol.2」（東京・カフェダイニング由庵、2011年）
- 「小作品展 vol.3」（東京・カフェダイニング由庵、2012年）
- 「小作品展 vol.4」（東京・カフェダイニング由庵、2012年）
- 「燁」（東京・成城さくらさくギャラリー、2013年）
- 「江戸琳派の逆襲」（京都・ArtSpace 寄す処、2013年）
- 「小作品展 vol.5」（那須・二期倶楽部、2014年）
- 「小作品展 vol.6」（東京・ギャラリー册、2014年）
- 「小作品展 vol.7」（東京・ギャラリー册、2015年）
- 「小作品展 vol.8」（東京・café&wineシュペッツレ、2017年）
- 「還」（東京・ASK?+ASK℗、2018年）
- 「小作品展 vol.9」（東京・M et D エムエデギャラリー、2019年）
- 「芳麗」（東京・ASK?、2021年）
- 「貴淑」（東京・ASK?、2023年）

### グループ展
- 二人展「21世紀の視点Ⅳ」（東京・木ノ葉画廊、1993年）
- 「第18回　国際インパクトアート・フェスティヴァル」（京都市美術館、1997年）
- 「第10回 ARTEX PARIS　選抜作家展」（フランス・ギャラリートランスヴェルサル、1999年）
- 「花のイ―スターパレード展」（東京・木ノ葉画廊、2015年）
- 「花の宴展」（東京・木ノ葉画廊、2017年）
- 「2018汎美秋季展」（東京・東京都美術館2階第2展示室、2018年）
- 「2019汎美展」（東京・国立新美術館、2019年）
- 「2019汎美秋季展」（東京・東京都美術館2階第2展示室、2019年）
- 「2022汎美秋季展」（東京・東京都美術館2階第2展示室、2022年）
- その他、多数

### プロデュースイベント
- 夏夜の竹灯り祭（那須・二期倶楽部庭内、2011年）
- 人間国宝 勝城蒼鳳・竹オブジェ（展那須・二期倶楽部庭内、2012年）

### その他
- B&B Italia Tokyo でシリーズ「艶」より2点「黄百合、銀箔」、「白百合、黒地」展示（2003年）
- 東京経営者協会(東京・八重洲)のウィンドウでシリーズ「艶」より2点「赤紫百合、銀箔」、「赤百合、金箔」展示（2006年）
- 妙法寺須弥壇装飾画「白蓮」奉納（2013年）
- 妙法寺「サツキ盆栽展」に新作「つつじ」を展示（2014年）
- 「世界らん展2015」(東京ドーム)で「燁＃27」を展示（2015年）
- 「世界らん展2016」(東京ドーム)で「燁＃06」を展示（2016年)
- 「世界らん展2017」(東京ドーム)で「燁＃71」を展示（2017年)

### 受賞歴
- 「世界らん展2015」(東京ドーム)にて「奨励賞」「トロフィー賞」を受賞（2015年）
- Gates Art Competition -food部門- にて「審査員特別賞」を受賞（2022年）

## 巡行した地
- 東アフリカ・ケニヤ（1984年、1986年）
- パキスタン（1986年）
- インドネシア・バリ島（1987年、2010年）
- タイランド（1988年、1989年、1990年、1991年、1993年、1994年、1999年、2002年、2008年）
- トルコ（1989年、1996年）
- 中国・チベット（1992年）
- 京都（1992年、1993年、1994年、1997年）
- 福島（2004年）
- ネパール（2013年）
- 台湾（2017年）

## その他
- 駿河台大学市民講座「アジアのしこう、日本美術のしこうー琳派を中心に紐解く」[5]（2014年）
- 北海道・栄養学校の母「鶴岡トシ物語」佐々木ゆり著　鈴木武夫/浅見春江監修　ビジネス社　表紙装丁画を担当（2019年４月13日刊行）